# Isola di Palmaiola
L'isola di Palmaiola (latino: Columbaria) è un'isola minore dell'arcipelago toscano.

## Origini del nome
Nel XIII secolo è ricordata negli Annali del Caffaro come «insulam Palmarole». Il toponimo deriva dalla presenza della palma nana, che tuttora sopravvive con una stazione di pochi esemplari arbustivi sul versante nordoccidentale dell'isola.

## Descrizione

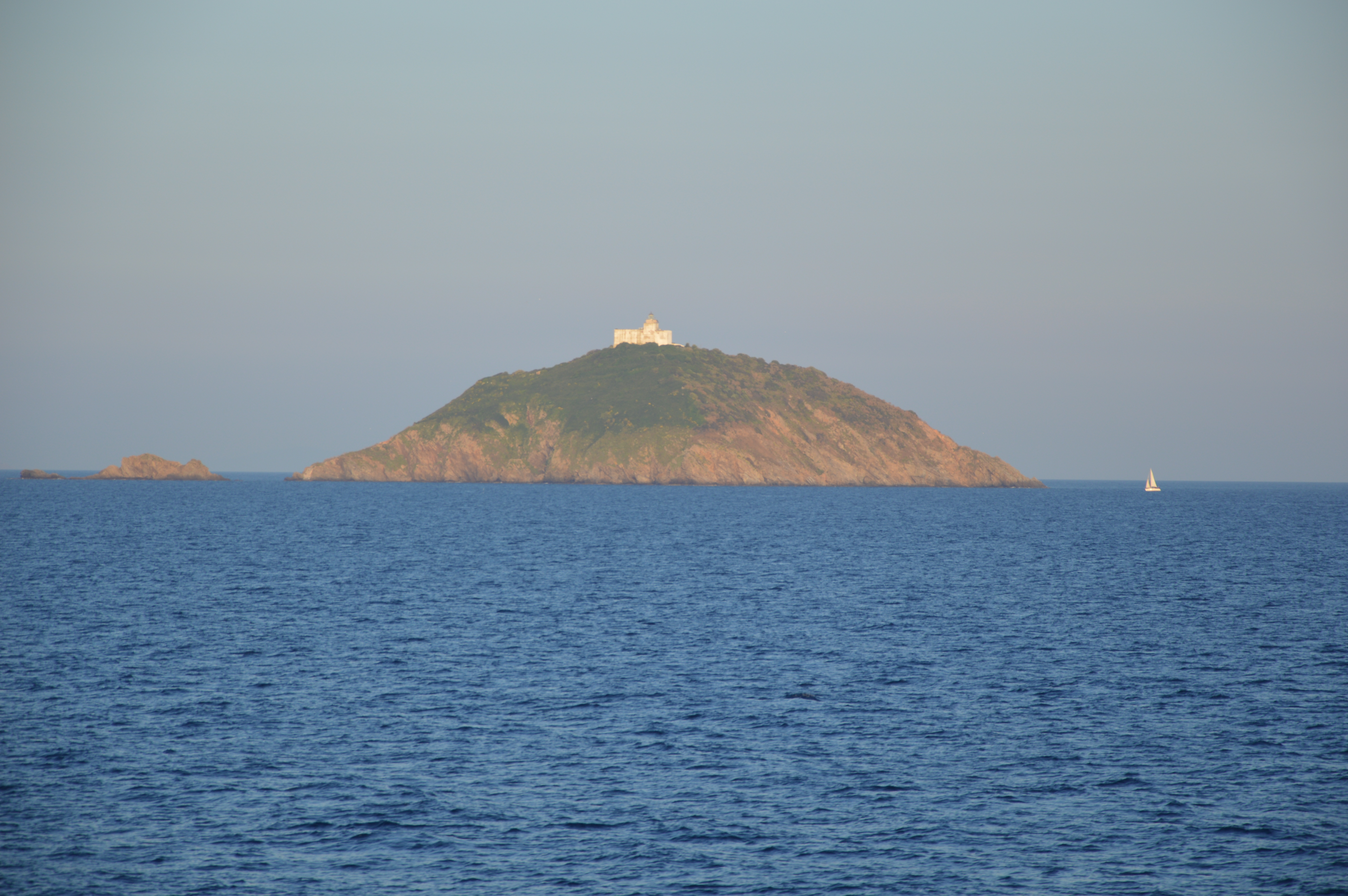
L'isolotto visto dal mare

È situata nel canale di Piombino a est dell'estremità nord-orientale dell'isola d'Elba e a sud-ovest della città di Piombino. Amministrativamente fa parte del comune elbano di Rio.

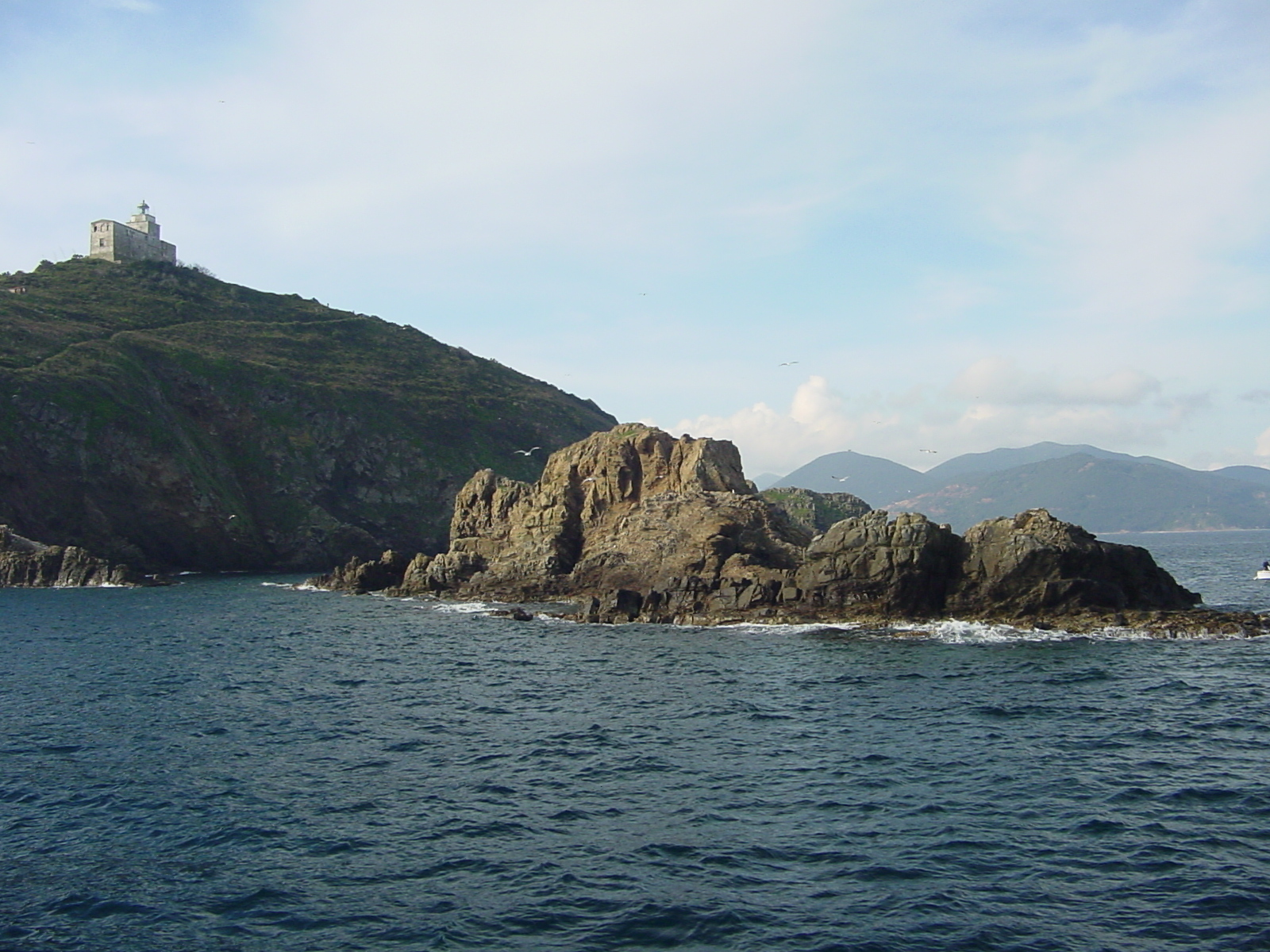
Il Frate e faro

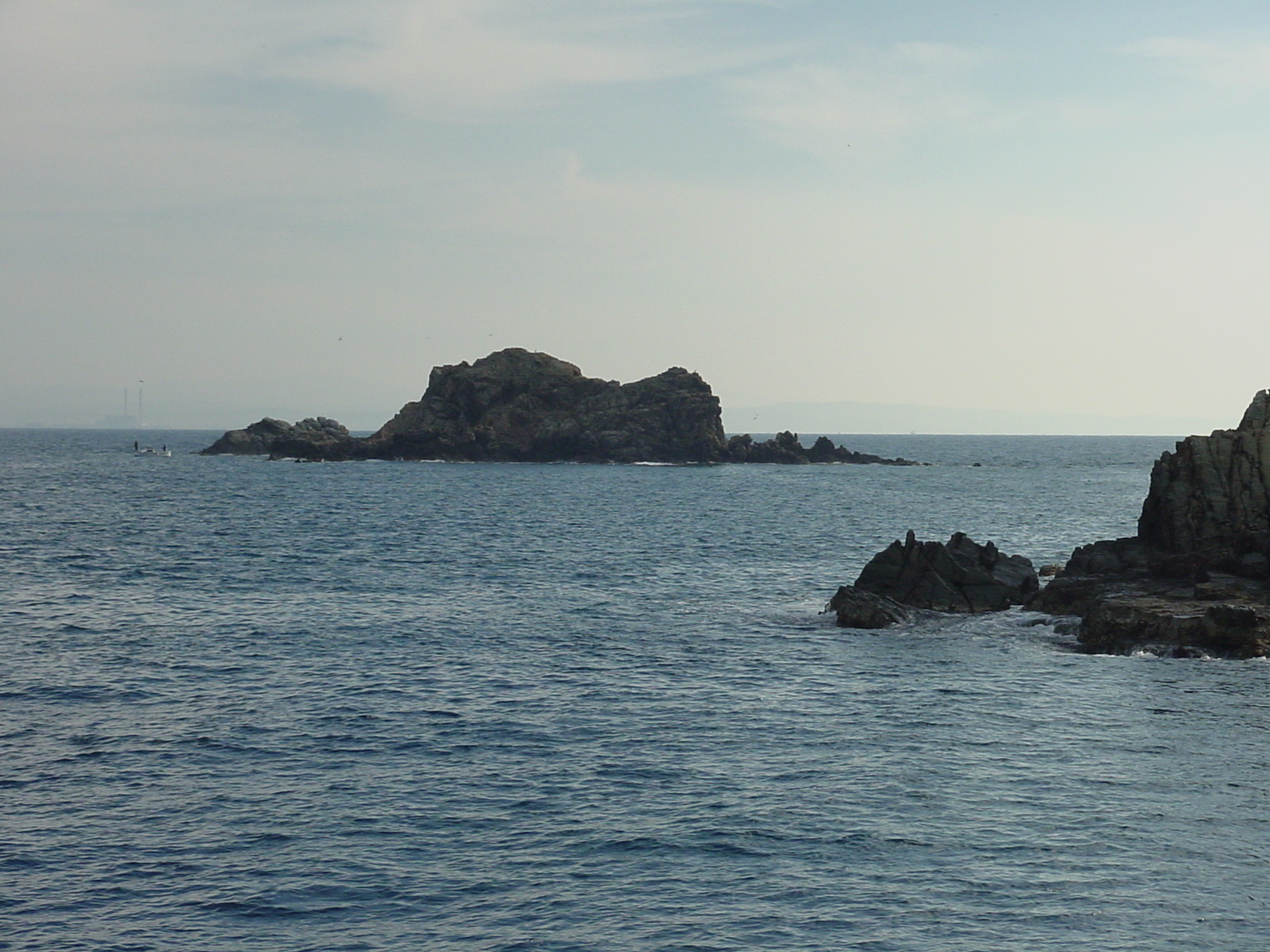
Il Frate

La morfologia è aspra, a forma approssimativamente triangolare; sulla sommità è presente una struttura abitabile con un faro della Marina Militare. Il 15 gennaio 1844 viene acceso un fanale provvisorio sulla  sommità di una torre - edificata nel giugno 1551 da Cosimo I de' Medici in concorso col Principe di Piombino- in attesa del completamento del progetto di costruzione del faro commissionato dal Granduca alla ditta parigina Lefebvre con l'utilizzo delle lenti Fresnel.
 Il faro sarà acceso il 15 luglio 1845 e verrà automatizzato nel 1974 con un impianto di pannelli solari da 20 kW. Accanto alla costruzione è presente un piccolo eliporto, mentre poco più a valle si trova una baracca in muratura in altri tempi destinata a ricovero per animali.

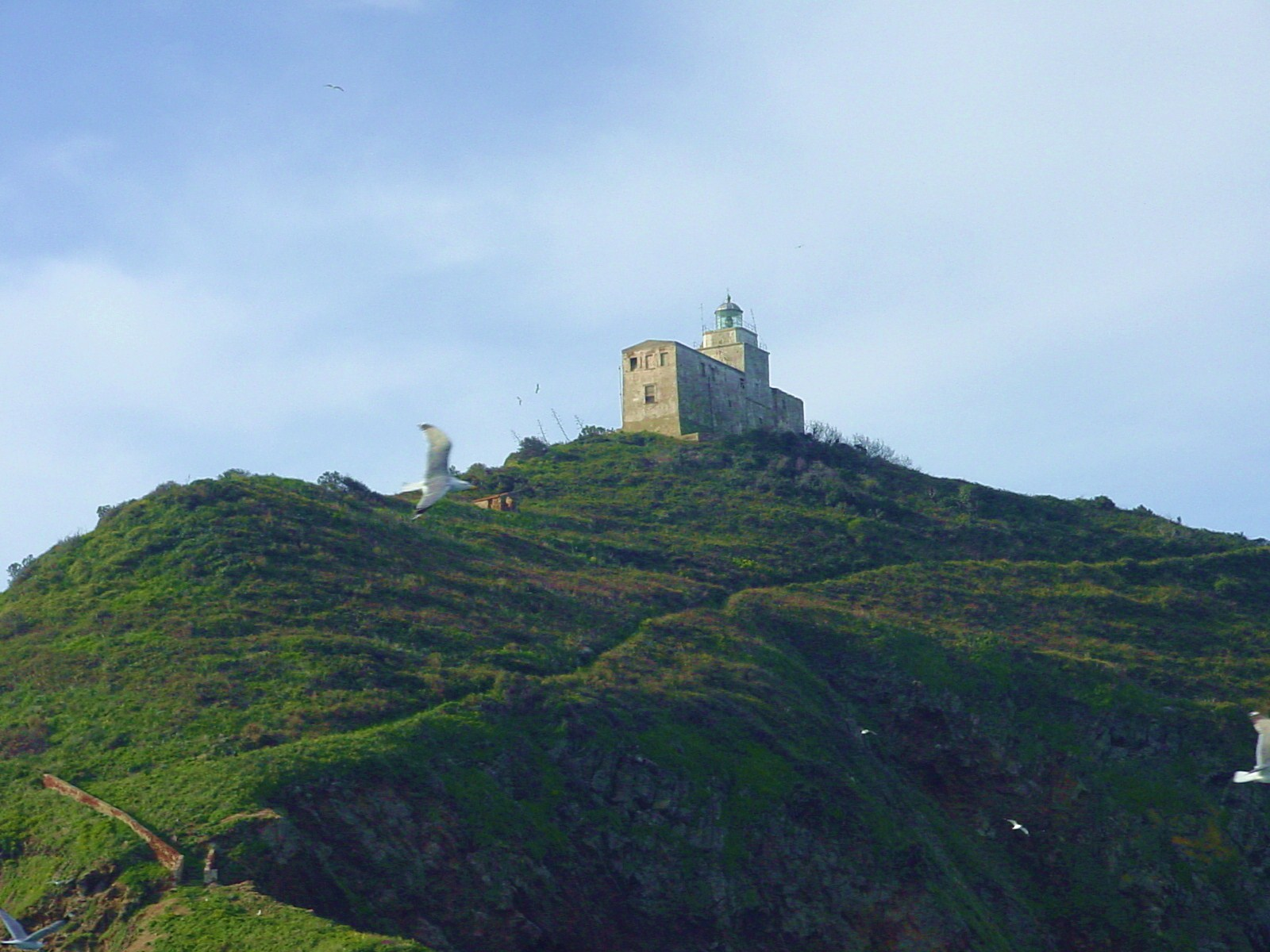
Faro e sentiero

Al faro giunge l'unico sentiero dell'isola, di circa 250 metri, che si origina dall'insenatura non attrezzata presente nella parte nord, a ridosso del Frate, uno scoglio di circa 4.000 m² (altitudine massima 15 m) elongato verso nord. Nel lato sud-est è presente un ulteriore piccolo scoglio di circa 200 m².
L'isolotto riveste un'importanza naturalistica particolare, in quanto sito di nidificazione di uccelli marini quali la berta maggiore e il raro gabbiano corso. 
Assieme alla vicina isola di Cerboli, è stata inserita nei Siti di Interesse Comunitario della regione Toscana per il contesto marino e ambientale in cui si trova. Fa anche parte del parco nazionale dell'Arcipelago Toscano.

## Endemismi
- Podarcis muralis ssp. baldasseronii (lucertola di Palmaiola)

## Galleria d'immagini

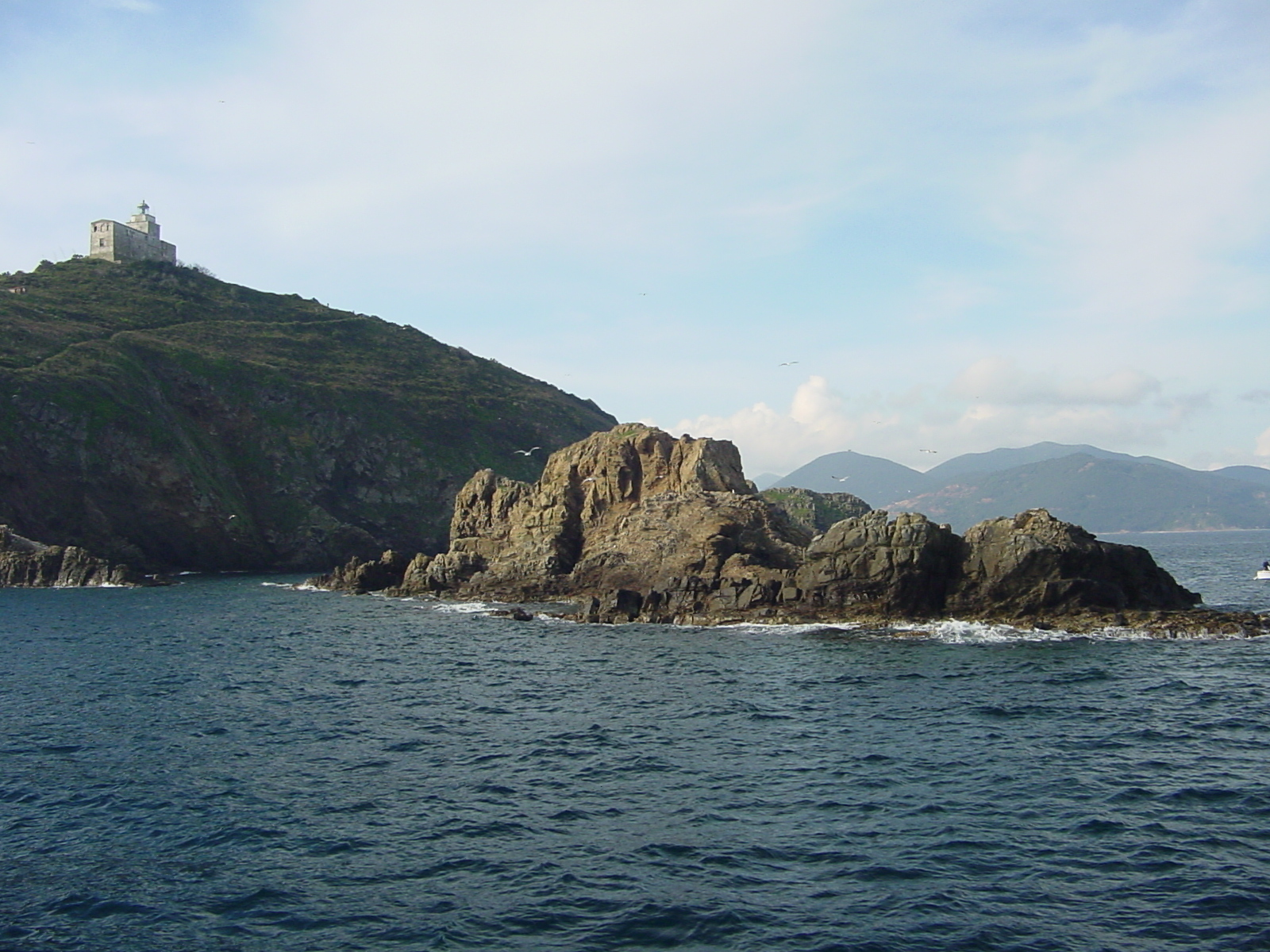
Il Frate e faro
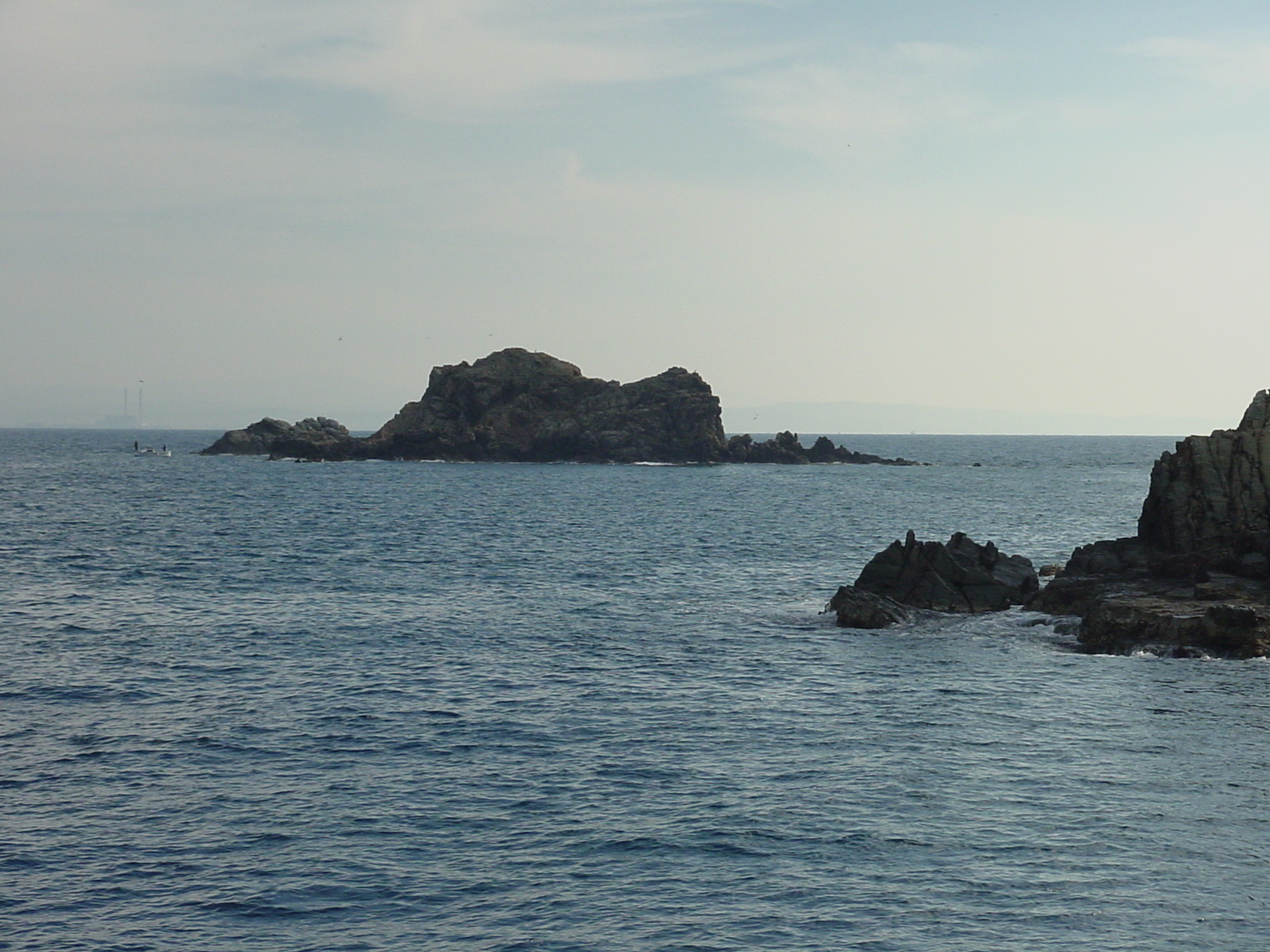
Il Frate
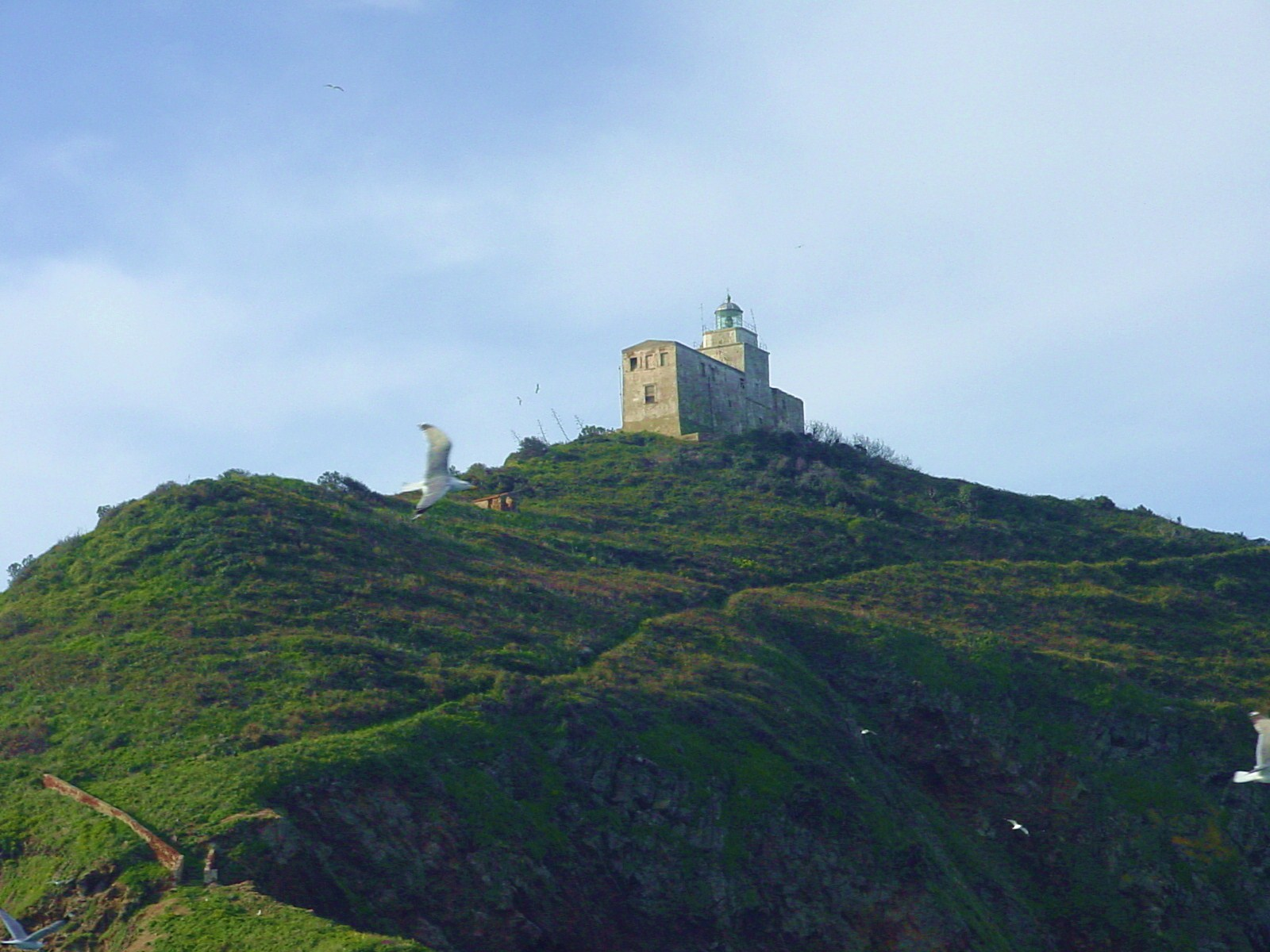
Faro e sentiero
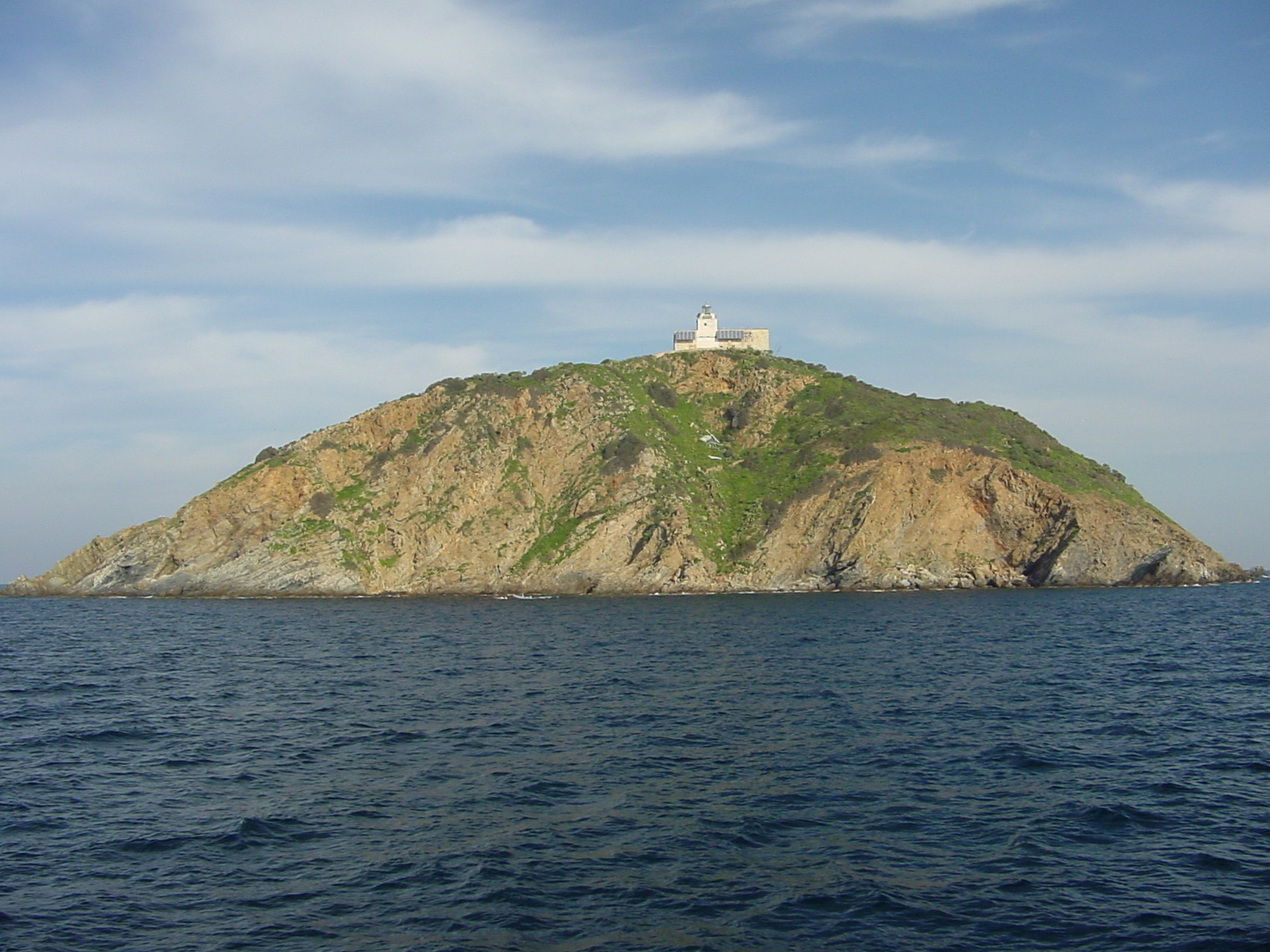
Vista da sudest
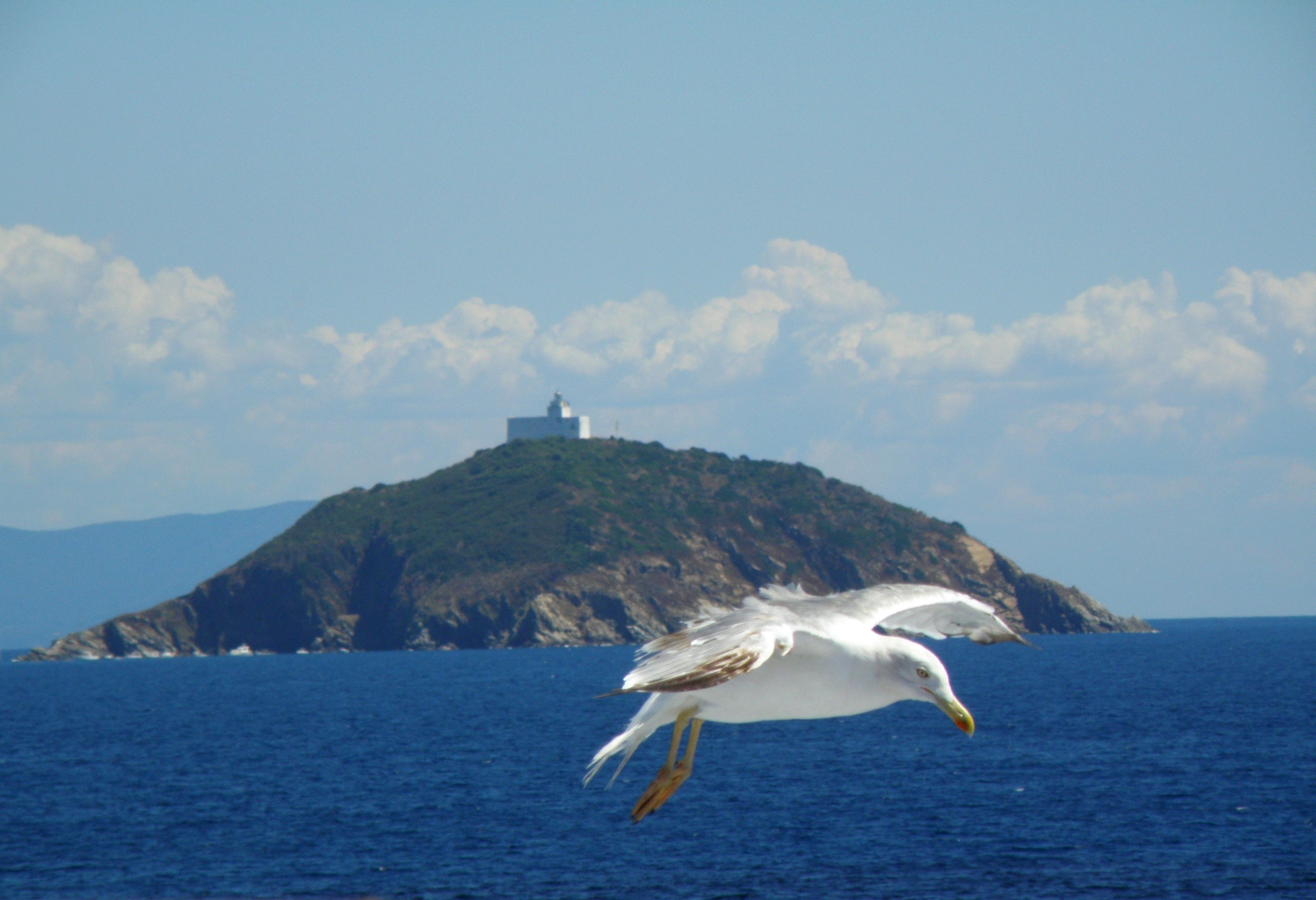
L'isola, alle spalle di un gabbiano
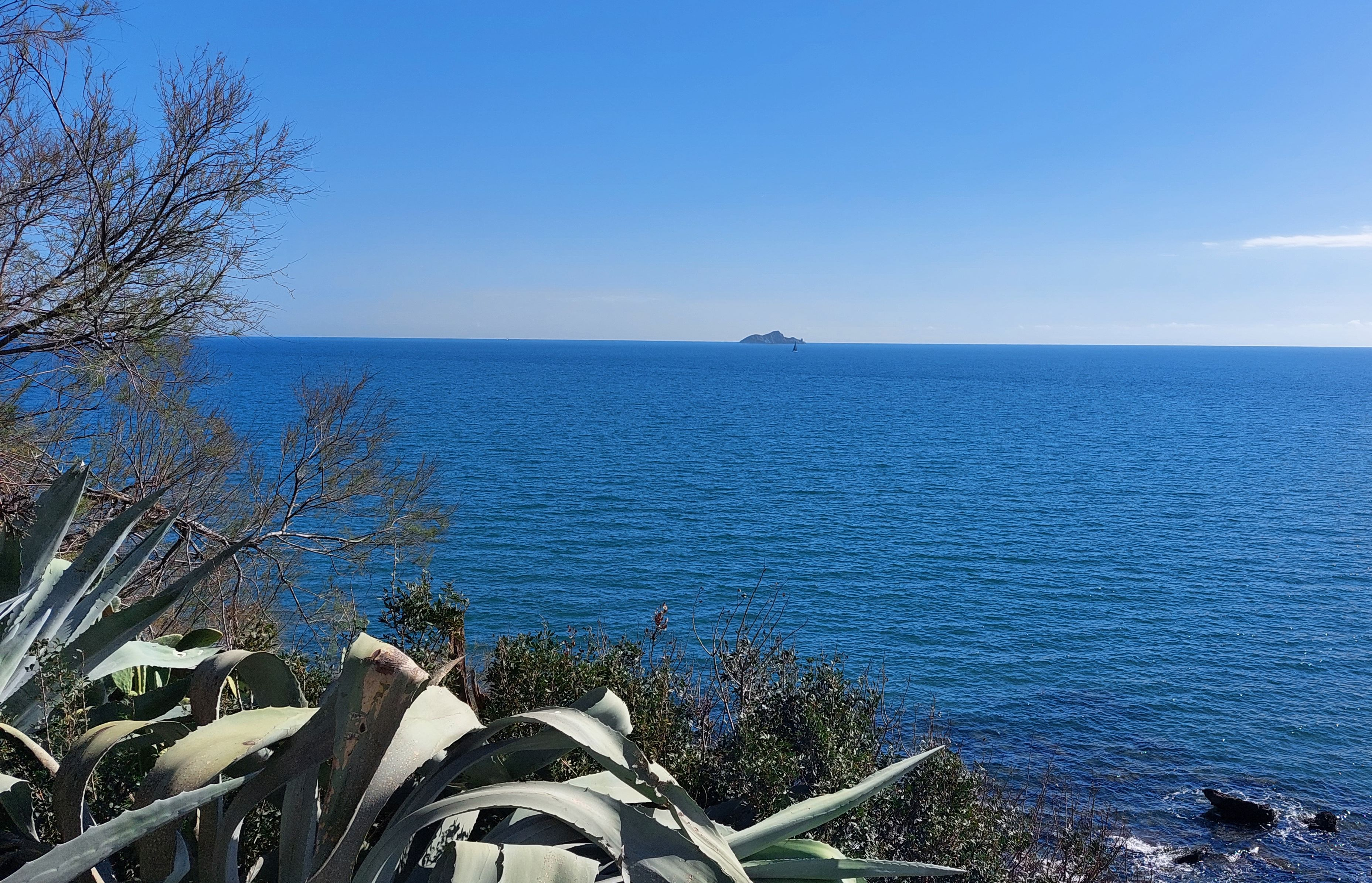
Veduta sull’isola Palmaiola – Piombino (Li)